# Ligue française contre la vivisection
Pour les articles homonymes, voir Ligue.
 (juin 2019).
- Si vous ne connaissez pas le sujet, laissez ce bandeau (vous pouvez alors contacter les auteurs).
- Si vous supprimez le contenu mis en cause (vous pouvez préalablement contacter les auteurs),

argumentez précisément cette suppression dans la page de discussion
(un manque de référence n'est pas un argument ; une recherche réelle de référence doit avoir été effectuée, être formellement documentée).
La Ligue française contre la vivisection (LFCV) est une association à but non lucratif créée en 1956 et entièrement vouée à la cause commune de respect dû à l'Humain et à l'Animal. Ses fondateurs étaient entièrement acquis aux valeurs fondamentales proclamées dans la déclaration des droits de l’homme et du citoyen de 1789 intégrée au bloc de constitutionnalité puis exprimées solennellement en 1978 à Paris sous l’égide de l’Unesco dans la déclaration universelle des droits de l'animal avec l’approbation de représentants de la communauté internationale. 

## Historique
En 1882, la Ligue populaire contre la vivisection se créait, le président d'honneur était Victor Hugo et le président en exercice l'écrivain Alphonse Karr. Comme la SPA, créée en 1845 par le général-comte Jacques Philippe Delmas de Grammont (1792-1862), cette société allait veiller à la stricte application de la loi Grammont. Cette loi avait été votée le 2 juillet 1850 par l'Assemblée nationale, et punissait d'une amende de un à quinze francs, mais aussi de un à cinq jours de prison « les personnes ayant exercé publiquement et abusivement des mauvais traitements envers les animaux domestiques », une précision était apportée : la peine de prison sera toujours appliquée en cas de récidive.

## Objectif
La LFCV vise par les voies légales l’abrogation de toutes les réglementations cautionnant les expérimentations, vivisections, subies par l’Humain  ou l’Animal à l’origine de mutilations volontaires ou d’altérations pouvant occasionner des séquelles irréversibles.
Elle s’oppose à toute forme de commerce instauré à des fins expérimentales, de trafics d’organes sur l'Humain ou l’Animal. Elle s’implique aussi dans la défense animale.

## Organisation

### Actions personnelles
La LFCV publie une revue intitulée L’Antivivisection dans le but d’informer le lecteur sur l’actualité scientifique touchant la cause animale conjointement avec le comité scientifique Pro Anima et pour permettre aux adhérents de suivre les évolutions, actions en cours.   
Elle donne de l'importance également au recueil et au traitement des informations concernant la cause animale.  

### Actions conjointes
La ligue est partenaire du comité de vigilance et d’action pour le bien-être animal qui propose la création d’un statut juridique spécifique à l’animal et l’intégration d’un droit de l’animal dans la loi fondamentale française.